# Polônia nos Jogos Olímpicos de Inverno de 1980
A  Polônia competiu nos Jogos Olímpicos de Inverno de 1980, em Lake Placid, nos Estados Unidos.